# Anders Olsen (Politiker)
Anders Simon Olsen (* 1. Juli 1971 in Qullissat) ist ein grönländischer Politiker (Siumut) und Polizist.

## Leben
Anders Olsen besuchte von 1988 bis 1991 das Gymnasium. Anschließend studierte er von 1992 bis 1994 am Ilisimatusarfik und ließ sich schließlich von 1996 bis 1999 zum Polizisten ausbilden. Er ist verheiratet und Vater von sechs Kindern.
Anders Olsen kandidierte erstmals bei der Parlamentswahl 2009 um einen Platz im Inatsisartut, damals noch für die Inuit Ataqatigiit. Mit 88 Stimmen konnte er über den zweiten Nachrückerplatz erstmals ins Parlament einziehen, woraufhin er seinen Job als Polizist aufgab. Im September 2010 verließ er die Partei und schloss sich der Siumut an. Für diese bewarb er sich 2013 für einen Parlamentssitz und konnte mit 133 Stimmen erneut als erster Nachrücker einen Platz erlangen. Bei der Wahl im folgenden Jahr erhielt er mit 280 Stimmen auf Anhieb einen Sitz. Bei der Kommunalwahl 2017 kandidierte er ebenfalls und zog mit 119 Stimmen in den Rat der Kommune Kujalleq ein. Mit 241 Stimmen gelang ihm bei der 2018 zum vierten Mal nacheinander der Einzug ins Inatsisartut. Bei der Parlamentswahl 2021 wurde er erneut ins Inatsisartut gewählt und bei der Kommunalwahl am selben Tag auch wieder in den Rat der Kommune Kujalleq. Bei der Parlamentswahl 2025 erreichte er den ersten Nachrückerplatz der Siumut und gelangte von dort aus als Stellvertreter für Ministerin Vivian Motzfeldt ins Inatsisartut. Mit den zweitmeisten Stimmen aller Kandidaten erreichte er zudem erneut einen Sitz im Rat der Kommune Kujalleq.